# CD 베라크루스
티부로네스 로호스 데 베라크루스(Tiburones Rojos de Veracruz)는 멕시코 베라크루스주 베라크루스를 연고로 하는 축구 클럽이다. 이 팀은 1943년에 창단되었으며, 현재 리가 MX에 참가하고 있다.

## 역대 감독
| 감독                     | 임기 |
| ------------------------ | ---- |
| 보라 밀루티노비치        | 1988 |
| 네리 품피도              | 2007 |
| 미겔 에레라              | 2008 |
| 루이스 플로레스 오카란사 | 2009 |
| 호르헤 알미론            | 2010 |
| 레오넬 알바레스          | 2014 |